# Virus de la mosaïque du houblon
Carlavirus humuli
Espèce
Synonymes
- Hop mosaic virus (ICTV, 1982)

Carlavirus humuli, le virus de la mosaïque du houblon (HpMV, Hop mosaic virus), est un phytovirus pathogène du groupe des Carlavirus, appartenant à la famille des  Betaflexiviridae et à l'ordre des Tymovirales.
Ce virus n'est généralement pas un problème lorsqu'il est détecté dans une plantation de houblon. De nombreuses variétés sont tolérantes au HpMV et restent asymptomatiques en cas d'infection. Cependant, certains cultivars, comme par exemple 'Chinook' et 'Golding', peuvent être très sensibles.
La transmission de ce virus est assurée par plusieurs espèces de pucerons dont Macrosiphum euphorbiae, Myzus persicae, Phorodon humuli. La transmission se fait également par les racines ou par greffage.